# BAFTA (премия, 1965)
18-я церемония вручения наград премии BAFTA

Лондон, Англия
Лучший фильм: 

Доктор Стрейнджлав, или Как я перестал бояться и полюбил бомбу 

Dr. Strangelove Or: How I Learned To Stop Worrying And Love The Bomb
Лучший британский фильм: 

Доктор Стрейнджлав, или Как я перестал бояться и полюбил бомбу 

Dr. Strangelove Or: How I Learned To Stop Worrying And Love The Bomb
< 17-я Церемонии вручения 19-я >
18-я церемония вручения наград премии BAFTA за заслуги в области кинематографа за 1964 год состоялась в Лондоне в 1965 году.
В категории «Лучший фильм» почти все представленные картины были британского производства, за исключением киноленты «Поезд» (США-Франция-Италия).
В этом году добавились две новые категории: «Лучший дизайн костюмов для британского фильма» и «Лучшая работа художника-постановщика для британского фильма». До 1968 года включительно награды вручали отдельно за цветные и чёрно-белые фильмы.
Ниже приведён полный список победителей и номинантов премии с указанием имён режиссёров, актёров и сценаристов, а также оригинальных и русскоязычных названий фильмов. Названия фильмов и имена кинодеятелей, победивших в соответствующей категории, выделены жирным шрифтом и отдельным цветом.
| Фильмы                                                                                         |                                              |                                                              |                               |
| Категория                                                                                      | Фильм — русскоязычное название               | Фильм — оригинальное название                                | Режиссёр                      |
| Лучший фильм                                                                                   | • «Доктор Стрейнджлав»                       | Dr. Strangelove…                                             | Стэнли Кубрик                 |
| Лучший фильм                                                                                   | • «Бекет»                                    | Becket                                                       | Питер Гленвилл                |
| Лучший фильм                                                                                   | • «Поезд»                                    | The Train                                                    | Джон Франкенхаймер            |
| Лучший фильм                                                                                   | • «Пожиратель тыкв»                          | The Pumpkin Eater                                            | Джек Клейтон                  |
| Лучший британский фильм                                                                        | • «Доктор Стрейнджлав»                       | Dr. Strangelove…                                             | Стэнли Кубрик                 |
| Лучший британский фильм                                                                        | • «Бекет»                                    | Becket                                                       | Питер Гленвилл                |
| Лучший британский фильм                                                                        | • «За короля и отечество»                    | King & Country                                               | Джозеф Лоузи                  |
| Лучший британский фильм                                                                        | • «Пожиратель тыкв»                          | The Pumpkin Eater                                            | Джек Клейтон                  |
| Лучший анимационный фильм                                                                      | • «Насекомые»                                | The Insects                                                  | Джимми Мураками               |
| Лучший короткометражный фильм                                                                  | • «Кеножуак: Художница-эскимоска»            | Eskimo Artist: Kenojuak                                      | Джон Фини                     |
| Лучший короткометражный фильм                                                                  | • «23 Скиду»                                 | 23 Skidoo                                                    | Джулиан Биггс                 |
| Лучший короткометражный фильм                                                                  | • «Меконг: Река Азии»                        | Mekong: A River of Asia                                      | Джон Армстронг                |
| Лучший короткометражный фильм                                                                  | • «Мулурина»                                 | Muloorina                                                    | Дэвид Кобэм                   |
| Лучший специализированный фильм                                                                | • «Вождение электропоездов»                  | Electric Train Driver: Driving Techniques — Passenger Trains | Кен Фэйрбэйрн                 |
| Лучший специализированный фильм                                                                | • «Германия: Региональная география»         | Germany: A Regional Geography                                | Клайв Рис                     |
| Лучший специализированный фильм                                                                | • «Дуговой механизм»                         | The Circarc Gear                                             | Ричард МакНотон               |
| Лучший специализированный фильм                                                                | • «Он бы с удовольствием научился»           | And Gladly Would He Learn                                    | Родни Гислер                  |
| Награда объединённых наций United Nations Award                                                | • «Доктор Стрейнджлав»                       | Dr. Strangelove…                                             | Стэнли Кубрик                 |
| Награда объединённых наций United Nations Award                                                | • «23 Скиду»                                 | 23 Skidoo                                                    | Джулиан Биггс                 |
| Награда объединённых наций United Nations Award                                                | • «Далёкий звук трубы»                       | A Distant Trumpet                                            | Рауль Уолш                    |
| Награда объединённых наций United Nations Award                                                | • «Полевые лилии»                            | Lilies of the Field                                          | Ральф Нелсон                  |
| Награда имени Роберта Флаэрти за лучший документальный фильм Robert Flaherty Documentary Award | • «Никто не сказал прощай»                   | Nobody Waved Good-bye                                        | Дон Оуэн                      |
| Награда имени Роберта Флаэрти за лучший документальный фильм Robert Flaherty Documentary Award | • «Голландец»                                | Alleman                                                      | Берт Ханстра                  |
| Награда имени Роберта Флаэрти за лучший документальный фильм Robert Flaherty Documentary Award | • —                                          | The Life of Billy Walker                                     | —                             |
| Награда имени Роберта Флаэрти за лучший документальный фильм Robert Flaherty Documentary Award | • —                                          | Portrait of Queenie                                          | Майкл Орром                   |
| Актёрские работы                                                                               |                                              |                                                              |                               |
| Категория                                                                                      | Имя                                          | Фильм — русскоязычное название                               | Фильм — оригинальное название |
| Лучший британский актёр                                                                        | • Ричард Аттенборо                           | «Пушки при Батаси»                                           | Guns at Batasi                |
| Лучший британский актёр                                                                        | • Ричард Аттенборо                           | «Сеанс дождливым вечером»                                    | Séance on a Wet Afternoon     |
| Лучший британский актёр                                                                        | • Том Кортни                                 | «За короля и отечество»                                      | King & Country                |
| Лучший британский актёр                                                                        | • Питер О’Тул                                | «Бекет»                                                      | Becket                        |
| Лучший британский актёр                                                                        | • Питер Селлерс                              | «Розовая пантера»                                            | The Pink Panther              |
| Лучший британский актёр                                                                        | • Питер Селлерс                              | «Доктор Стрейнджлав»                                         | Dr. Strangelove…              |
| Лучший иностранный актёр                                                                       | • Марчелло Мастроянни                        | «Вчера, сегодня, завтра»                                     | Ieri, oggi, domani            |
| Лучший иностранный актёр                                                                       | • Кэри Грант                                 | «Шарада»                                                     | Charade                       |
| Лучший иностранный актёр                                                                       | • Сидни Пуатье                               | «Полевые лилии»                                              | Lilies of the Field           |
| Лучший иностранный актёр                                                                       | • Стерлинг Хэйден                            | «Доктор Стрейнджлав»                                         | Dr. Strangelove…              |
| Лучшая британская актриса                                                                      | • Одри Хепбёрн                               | «Шарада»                                                     | Charade                       |
| Лучшая британская актриса                                                                      | • Дебора Керр                                | «Меловой сад»                                                | The Chalk Garden              |
| Лучшая британская актриса                                                                      | • Рита Ташингем                              | «Девчонка с зелёными глазами»                                | Girl with Green Eyes          |
| Лучшая британская актриса                                                                      | • Эдит Эванс                                 | «Меловой сад»                                                | The Chalk Garden              |
| Лучшая иностранная актриса                                                                     | • Энн Бэнкрофт                               | «Пожиратель тыкв»                                            | The Pumpkin Eater             |
| Лучшая иностранная актриса                                                                     | • Ава Гарднер                                | «Ночь игуаны»                                                | The Night Of The Iguana       |
| Лучшая иностранная актриса                                                                     | • Ширли Маклейн                              | «Нежная Ирма»                                                | Irma la Douce                 |
| Лучшая иностранная актриса                                                                     | • Ширли Маклейн                              | «Что за путь!»                                               | What a Way to Go!             |
| Лучшая иностранная актриса                                                                     | • Ким Стэнли                                 | «Сеанс дождливым вечером»                                    | Séance on a Wet Afternoon     |
| Самый многообещающий новичок                                                                   | • Джули Эндрюс                               | «Мэри Поппинс»                                               | Mary Poppins                  |
| Самый многообещающий новичок                                                                   | • The Beatles                                | «Вечер трудного дня»                                         | A Hard Day’s Night            |
| Самый многообещающий новичок                                                                   | • Линн Редгрейв                              | «Девчонка с зелёными глазами»                                | Girl with Green Eyes          |
| Самый многообещающий новичок                                                                   | • Элизабет Эшли                              | «Саквояжники»                                                | The Carpetbaggers             |
| Другие категории                                                                               |                                              |                                                              |                               |
| Категория                                                                                      | Имя                                          | Фильм — русскоязычное название                               | Фильм — оригинальное название |
| Лучший сценарий для британского фильма                                                         | • Гарольд Пинтер                             | «Пожиратель тыкв»                                            | The Pumpkin Eater             |
| Лучший сценарий для британского фильма                                                         | • Эдвард Энхалт                              | «Бекет»                                                      | Becket                        |
| Лучший сценарий для британского фильма                                                         | • Брайан Форбс                               | «Сеанс дождливым вечером»                                    | Séance on a Wet Afternoon     |
| Лучший сценарий для британского фильма                                                         | • Стэнли Кубрик, Питер Джордж, Терри Саутерн | «Доктор Стрейнджлав»                                         | Dr. Strangelove…              |
| Лучшая работа кинооператора для британского фильма (Чёрно-белый фильм)                         | • Освальд Моррис                             | «Пожиратель тыкв»                                            | The Pumpkin Eater             |
| Лучшая работа кинооператора для британского фильма (Чёрно-белый фильм)                         | • Денис Н. Куп                               | «За короля и отечество»                                      | King & Country                |
| Лучшая работа кинооператора для британского фильма (Чёрно-белый фильм)                         | • Дуглас Слокомб                             | «Пушки при Батаси»                                           | Guns at Batasi                |
| Лучшая работа кинооператора для британского фильма (Чёрно-белый фильм)                         | • Джерри Турпин                              | «Сеанс дождливым вечером»                                    | Séance on a Wet Afternoon     |
| Лучшая работа кинооператора для британского фильма (Цветной фильм)                             | • Джеффри Ансуорт                            | «Бекет»                                                      | Becket                        |
| Лучшая работа кинооператора для британского фильма (Цветной фильм)                             | • Джек Хилдьярд                              | «Жёлтый роллс-ройс»                                          | The Yellow Rolls-Royce        |
| Лучшая работа кинооператора для британского фильма (Цветной фильм)                             | • Артур Иббетсон                             | «Меловой сад»                                                | The Chalk Garden              |
| Лучшая работа кинооператора для британского фильма (Цветной фильм)                             | • Фредди Янг                                 | «Седьмой рассвет»                                            | The 7th Dawn                  |
| Лучшая работа кинооператора для британского фильма (Цветной фильм)                             | • Николас Роуг                               | «Только лучшее»                                              | Nothing But the Best          |
| Лучший дизайн костюмов для британского фильма (Чёрно-белый фильм)                              | • Софи Дивайн                                | «Пожиратель тыкв»                                            | The Pumpkin Eater             |
| Лучший дизайн костюмов для британского фильма (Чёрно-белый фильм)                              | • Беатрис Доусон                             | «Бремя страстей человеческих»                                | Of Human Bondage              |
| Лучший дизайн костюмов для британского фильма (Чёрно-белый фильм)                              | • Джули Харрис                               | «Психея 59»                                                  | Psyche 59                     |
| Лучший дизайн костюмов для британского фильма (Цветной фильм)                                  | • Маргарет Фёрс                              | «Бекет»                                                      | Becket                        |
| Лучший дизайн костюмов для британского фильма (Цветной фильм)                                  | • Энтони Мендельсон                          | «Жёлтый „Роллс-Ройс“»                                        | The Yellow Rolls-Royce        |
| Лучший дизайн костюмов для британского фильма (Цветной фильм)                                  | • Энтони Мендельсон                          | «Корабли викингов»                                           | The Long Ships                |
| Лучший дизайн костюмов для британского фильма (Цветной фильм)                                  | • Беатрис Доусон                             | «Соломенная женщина»                                         | Woman of Straw                |
| Лучшая работа художника-постановщика для британского фильма (Чёрно-белый фильм)                | • Кен Адам                                   | «Доктор Стрейнджлав»                                         | Dr. Strangelove…              |
| Лучшая работа художника-постановщика для британского фильма (Чёрно-белый фильм)                | • Ричард МакДоналд                           | «За короля и отечество»                                      | King & Country                |
| Лучшая работа художника-постановщика для британского фильма (Чёрно-белый фильм)                | • Эдвард Маршалл                             | «Пожиратель тыкв»                                            | The Pumpkin Eater             |
| Лучшая работа художника-постановщика для британского фильма (Чёрно-белый фильм)                | • Морис Картер                               | «Пушки при Батаси»                                           | Guns at Batasi                |
| Лучшая работа художника-постановщика для британского фильма (Цветной фильм)                    | • Джон Брайан                                | «Бекет»                                                      | Becket                        |
| Лучшая работа художника-постановщика для британского фильма (Цветной фильм)                    | • Кен Адам                                   | «Голдфингер»                                                 | Goldfinger                    |
| Лучшая работа художника-постановщика для британского фильма (Цветной фильм)                    | • Эрнест Арчер                               | «Зулусы»                                                     | Zulu                          |
| Лучшая работа художника-постановщика для британского фильма (Цветной фильм)                    | • Кармен Диллон                              | «Меловой сад»                                                | The Chalk Garden              |